# Panurginus annulatus
Panurginus annulatus is een vliesvleugelig insect uit de familie Andrenidae. De wetenschappelijke naam van de soort is voor het eerst geldig gepubliceerd in 1859 door Sichel.